# Smalbuikjes
Smalbuikjes (Agrilus) zijn een geslacht van kevers uit de familie prachtkevers (Buprestidae). De wetenschappelijke naam van het geslacht werd voor het eerst geldig gepubliceerd door John Curtis in 1825. Hij nam de naam Agrilus over van Megerle en aanvankelijk werd Megerle als de wetenschappelijke auteur aangenomen, bijvoorbeeld door John Obadiah Westwood in zijn Synopsis of the Genera of British Insects uit 1840. De meeste publicaties van Megerle zijn echter later niet als geldig weerhouden.
Dit is wellicht het meest omvangrijke geslacht in het dierenrijk, met ongeveer 3000 beschreven soorten. Ze komen voor in alle werelddelen, met de grootste diversiteit in de tropische streken.
De larven van de meeste soorten zijn xylofaag en een aantal (bijvoorbeeld de eikenprachtkever) zijn beruchte plaaginsecten vanwege de schade die ze kunnen aanrichten aan bomen, tot aan het afsterven ervan. Agrilus bilineatus is verantwoordelijk voor het afsterven van talrijke eiken in de wouden van het oosten van Noord-Amerika. De essenprachtkever Agrilus planipennis, een invasieve soort die uit Azië is ingevoerd in Noord-Amerika, veroorzaakt daar uitgebreide schade aan essen.
Een klein aantal soorten is rizofaag en leeft van wortelstokken of rizomen.